# Gayle Friesen
Gayle Friesen  (ur. 18 września 1960 w Chilliwack) – kanadyjska pisarka, autorka powieści młodzieżowych.
W 1986 ukończyła studia licencjackie  na University of British Columbia. Za swój debiut powieściowy otrzymała Janey's Girl nagrody literackie Canadian Library Association's Young Adult Book Award i Red Maple Reading Award.
Jest mężatką i ma dwoje dzieci.

## Powieści
- Janey's Girl (1998)
- Men of Stone (2000)
- Losing Forever (2002)
- The Seeker (wraz z Margaret Buffie; 2002)
- The Isabel Factor (2005)
- For Now (2007)
- The Valley (2008)